# José Pastor
José Pastor (Malaga, 7 febbraio 1994) è un attore, musicista, ballerino e modello spagnolo, noto per aver interpretato il ruolo di Emilio Pasamar Fonseca nella soap Una vita (Acacias 38).

## Biografia
José Pastor è nato il 7 febbraio 1994 a Malaga, nella comunità dell'Andalusia (Spagna), e oltre alla recitazione si occupa anche di teatro e di musica. Nel 2016 ha seguito un corso di interpretazione impartito da John Strasberg, mentre nel 2017 ha seguito un corso di drammaturgia e disintegrazione tenuto da Ramón Gázquez. Nel 2017 e nel 2018 ha terminato il quarto anno di interpretazione musicale presso l'ESAD di Malaga. Nel 2018 ha seguito un corso di danza contemporanea tenuto da Daniel Abreu presso la scuola TAI, ha seguito un seminario di interpretazione con Fernando Piernas e un corso di teatro musicale tenuto da José Masegosa, Cesar Belda e Chemari Bello. Nel 2018 è entrato a far parte del cast della serie Hospital Valle Norte, nel ruolo di Guille. Nel 2018 e nel 2019 ha interpretato il ruolo di Rafita Peralta nella serie La otra mirada. Nel 2019 ha ricoperto il ruolo di Gustavo Zayas da giovane nella serie La templanza e quello di Hugo nel film Al óleo diretto da Pablo Lavado. Nello stesso anno ha partecipato al programma televisivo Telepasión española, in onda su La 1.
Nel 2019 e nel 2020 ha seguito un corso mensile regolare presso l'Actor's Center. Nel 2020 ha studiato nel laboratorio rurale con Iván Bilbao, Gabriel Olivares, Carlota Ferrer, Pablo Messiez e Andrés Lima. Nello stesso anno ha studiato recitazione in inglese con Joe Majón ed ha seguito un corso per professionisti, entrambi svolti presso l'Actor's Center. Nel corso della sua carriera ha rilasciato vari singoli come nel 2015 17 Años e Invernal, nel 2020 Distopía e Caoba e nel 2021 Al Óleo e Hasta Que Te Conocí. Dal 2019 al 2021 è stato scelto da TVE per interpretare il ruolo di Emilio Pasamar Fonseca nella soap opera in onda su La 1 Una vita (Acacias 38) e dove ha recitato insieme ad attori come Aroa Rodríguez, Susana Soleto, Aria Bedmar, María Gracia e Manuel Bandera. Nel 2021 ha ricoperto il ruolo di Pedro nel film Cerdita diretto da Carlota Pereda. L'anno successivo, nel 2022, ha interpretato il ruolo di Miguel Bosé nella serie Bosé. Nello stesso anno ha ricoperto il ruolo di Francisco nel cortometraggio La Latina diretto da Jaime Gómez.

## Filmografia

### Cinema
- Al óleo, regia di Pablo Lavado (2019)
- Cerdita, regia di Carlota Pereda (2021)
- Piggy, regia di Carlota Pereda (2022)

### Televisione
- Hospital Valle Norte – serie TV (2018)
- La otra mirada – serie TV (2018-2019)
- La templanza – serie TV (2019)
- Una vita (Acacias 38) – soap opera, 270 episodi (2019-2021)
- Bosé – serie TV (2022)

### Cortometraggi
- La Latina, regia di Jaime Gómez (2022)

## Teatro
- La pequeña tienida de los horrones, presso il teatro A tempo (2014)
- Vaya Santa Claus, presso il teatro Nooma (2015-2018)
- Aventura en nunca Jamás, presso il teatro Animagic (2015-2018)
- La Reina de las nieves, presso il teatro Nooma (2015-2018)
- Pesadilla, el musical, presso l'ESAD di Malaga (2016)
- Glander 2.0, presso il teatro La duermevela (2016)
- Chicago, presso il teatro Nuevo Musical (2016-2018)
- Roberto Zucco, presso l'ESAD di Malaga (2017)
- El muro, presso il teatro Nuevo Musical (2017)
- Jesucristo superstar, presso il teatro Nuevo Musical (2017)
- La bella y la bestia musical, presso il teatro Nooma (2017)
- Chicago (2018)
- Canciones de Olmedo, diretto da Jose Carlos Cuevas (2020)
- Amores en zarza, testo originale di Nando López, diretto da Rita Cosentino, presso il teatro de la Zarzuela (2021)
- El Rey que rabió, testo originale di Miguel Ramos Carrión e Vital Aza, musica originale di Ruperto Chapí, presso il teatro de la Zarzuela (2021)

## Programmi televisivi
- Telepasión española (La 1, 2019)

## Discografia

### Singoli
- 2015: 17 Años
- 2015: Invernal
- 2020: Distopía
- 2020: Caoba
- 2021: Al Óleo
- 2021: Hasta Que Te Conocí

## Doppiatori italiani
Nelle versioni in italiano dei suoi film e delle sue serie TV, José Pastor è stato doppiato da:
- Tommaso Zalone[20] in Una vita[21]
- Manuel Meli in Valeria